# 馬里蘭帕克 (馬里蘭州)
馬里蘭帕克（英語：Maryland Park）是位於美國馬里蘭州佐治王子縣的一個普查規定居民點。

## 人口
根據2020年美國人口普查的數據，馬里蘭帕克的面積為0.46平方千米，當中陸地面積為0.46平方千米，而水域面積為0.00平方千米。當地共有人口965人，而人口密度為每平方千米2,097.83人。